# على سبيل الهزل
على سبيل الهَزْل أو على سبيل المِزاح أو مازحًا (بالإنجليزية: Tongue-in-cheek)‏ هي عبارة مجازية تَصف جملةً أو تعبيرًا آخر لا يقصده المُتكلم أو المؤلف حرفيًا، ولكنهُ ذكره كفكاهة أو طرافة غير جدية.

## مثال
مثال مُقتبس من مقالة برقية الفلكي:

## التاريخ
كانت العبارة بدايةً تُعبر عن الازدراء، ولكن بحلولِ عام 1842 اكتسبت معناها الحديث. من المُستخدمين المُبكرين للعبارة السير والتر سكوت في رواية فتاة بيرث الجميلة عام 1828.